# Exotela juno
Exotela juno är en stekelart som beskrevs av Vladimir Ivanovich Tobias 1998. Exotela juno ingår i släktet Exotela och familjen bracksteklar. Inga underarter finns listade i Catalogue of Life.